# Mark Taylor
Mark Taylor (ur. 7 marca 1977 w Scarborough) – kanadyjski aktor i kaskader. Odtwórca roli Romea Cartera w serialu Szalony świat (1997–2000), młodego Gene’a Donovana w komedii Siedemnaście mieć lat... (2000) i Kwesta w serialu CTV Gwiazda od zaraz (2005–2008).

## Życiorys
Urodził się i dorastał w Scarborough, dzielnicy Toronto, w prowincji Ontario. W ciągu ostatnich dwóch lat szkoły średniej przeniósł się wraz z rodziną do Palm Harbor na Florydzie. Po powrocie do Toronto studiował informatykę inżynierską w Seneca College i Albert Campbell Collegiate Institute. Trenował boks, koszykówkę, taekwondo, Jeet Kune Do, kick-boxing, piłkę nożną, jazdę na rowerze i bieganie.

## Filmografia
Filmy
- 2000: Siedemnaście mieć lat... (Seventeen Again, TV) jako młody Gene Donovan
- 2002: Ich Ameryka (Our America, TV) jako Duane
- 2002: Kolor winy. Sprawa Clarence’a Brandleya (Whitewash: The Clarence Brandley Story, TV) jako Ozell Brandley
- 2005: Człowiek ringu (Cinderella Man) jako George
- 2010: Kim jest Clark Rockefeller? (Who Is Clark Rockefeller?, TV) jako detektyw Mike Ruggio

Seriale
- 1996: Na południe (Due South) jako punk
- 1997–2000: Szalony świat (Student Bodies) jako Romeo Carter
- 2001: Sławny Jett Jackson (The Famous Jett Jackson) jako Mose
- 2001: Doc jako Johnny
- 2003: Degrassi: Nowe pokolenie (Degrassi: The Next Generation) jako Referee
- 2003: Rozkosz pożądania (Bliss) jako Paolo
- 2005–2008: Gwiazda od zaraz (Instant Star) jako Kwest
- 2008–2009: Punkt krytyczny jako Lewis „Lou” Young
- 2009: Być jak Erica (Being Erica) jako Anthony Winter
- 2013: Piękna i Bestia (Beauty and the Beast) jako agent FBI Tucker
- 2019–2021: Sprawy Frankie Drake (Frankie Drake Mysteries) jako Boyzey Pembroke